# Schloss Rothenstadt

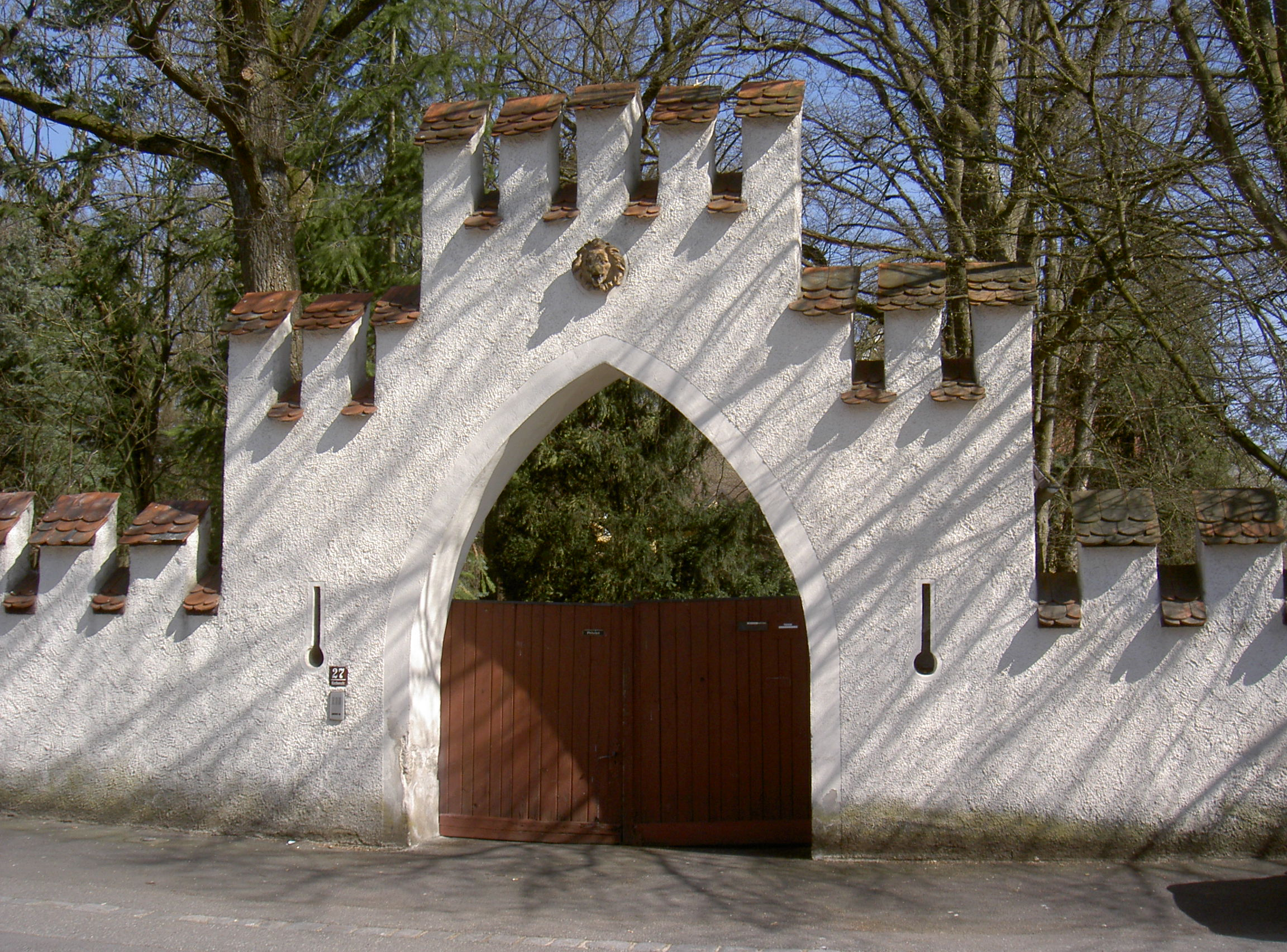
Schlossmauer mit Tor

Das Schloss Rothenstadt,  Rothenstädter Schloss genannt, ist ein Hofmarkschloss am Westufer der Waldnaab in Rothenstadt (Kirchenstraße 27), einem Stadtteil von Weiden in der Oberpfalz in Bayern.

## Geschichte

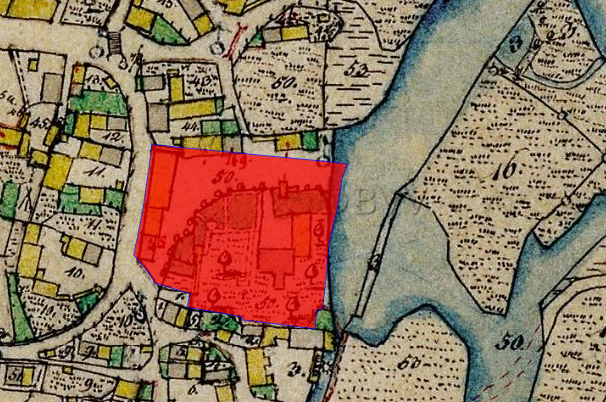
Lageplan von Schloss Rothenstadt auf dem Urkataster von Bayern

Das Schloss entstand aus einer ehemaligen Weiherhausanlage der im 12. Jahrhundert erwähnten Herren von Rothenstadt. Die Schlossanlage stellt einen stark gegliederten Gebäudekomplex dar, ausgebaut in der zweiten Hälfte des 19. Jahrhunderts im neugotischen Stil, deren ummauerter Schlosspark bis an das Ufer der Waldnaab reicht. Das Schloss war von 1602 bis um 1960 Sitz der Familie von Sazenhofen. Heute ist das Schloss in Privatbesitz.

## Bodendenkmal
Die Anlage wird als Bodendenkmal unter der Aktennummer D-3-6338-0059 im Bayernatlas als „untertägige Befunde im Bereich des ehem. Hofmarkschlosses von Rothenstadt“ geführt. Ebenso ist sie unter der Aktennummer D-3-63-000-167 als denkmalgeschütztes Baudenkmal von Rothenstadt verzeichnet.